# Championnats d'Europe de trampoline 1981
Navigation
Édition précédente Édition suivante
Les championnats d'Europe de trampoline 1981, septième édition des championnats d'Europe de trampoline, ont eu lieu en 1981 à Brighton, en Angleterre. Un championnat d'Europe par équipes est organisé pour la première fois.

## Podiums[1]
| Épreuves               | Or                                                                                 | Argent                                                                              | Bronze                                                                |
| ---------------------- | ---------------------------------------------------------------------------------- | ----------------------------------------------------------------------------------- | --------------------------------------------------------------------- |
| Hommes                 |                                                                                    |                                                                                     |                                                                       |
| Trampoline par équipes | Allemagne de l'Ouest Ralf Pelle Bernd Woelke Rene Menendez Jorg Schnierda          | France Gilles Sogny Lionel Pioline Daniel Cola Laurent Mainfray                     | Royaume-Uni Carl Furrer Richard Cobbing Philip Seaman Nigel Rendell   |
| Trampoline             | Carl Furrer                                                                        | Ralf Pelle                                                                          | Vadim Krasnochapka                                                    |
| Synchro                | Union soviétique Eugeni Janes Alexander Mikrukov                                   | Allemagne de l'Ouest Ralf Pelle Bernd Woelke                                        | Espagne Ignacio Ortíz Felix De Blas                                   |
| Femmes                 |                                                                                    |                                                                                     |                                                                       |
| Trampoline par équipes | Union soviétique Olga Starikova Ludmila Karpova Irina Tolmacheva Lyubov Prokofieva | Allemagne de l'Ouest Susanne Hauser Esther Lindenlaub Christiane Rother Ute Scheile | Royaume-Uni Sue Shotton Kyrstyan McDonald Kim McDonald Kim Richardson |
| Trampoline             | Ruth Keller                                                                        | Sue Shotton                                                                         | Ludmila Karpova                                                       |
| Synchro                | Pays-Bas Jacqueline de Ruiter Marjo van Diermen                                    | Allemagne de l'Ouest Susanne Hauser Susanne Rheinschmidt                            | Royaume-Uni Kim Richardson Sue Shotton                                |

## Tableau des médailles
| Rang | Nation               | Or | Argent | Bronze | Total |
| ---- | -------------------- | -- | ------ | ------ | ----- |
| 1    | Union soviétique     | 2  | 0      | 2      | 4     |
| 2    | Allemagne de l'Ouest | 1  | 4      | 0      | 5     |
| 3    | Royaume-Uni          | 1  | 1      | 3      | 5     |
| 4    | Pays-Bas             | 1  | 0      | 0      | 1     |
| -    | Suisse               | 1  | 0      | 0      | 1     |
| 6    | France               | 0  | 1      | 0      | 1     |
| 7    | Espagne              | 0  | 0      | 1      | 1     |